# Scorpions
Scorpions – zespół założony 12 listopada 1965 roku w Hanowerze (Niemcy), wykonujący muzykę z pogranicza hard rocka i heavy metalu. Trzon zespołu stanowią założyciel grupy Rudolf Schenker, gitarzysta Matthias Jabs oraz wokalista Klaus Meine.
Zespół znany jest z utworu „Rock You Like a Hurricane”, będącego w latach 80. hymnem zespołu, a także z wielu singli takich jak: „Still Loving You”, „Wind of Change" czy „Send Me an Angel”.
Zespół notowany był na 46. miejscu VH1's Greatest Artists of Hard Rock, a utwór „Rock You Like a Hurricane” na 18. miejscu VH1's list of the 100 Greatest Hard Rock Songs.
Scorpions są jednym z najlepiej sprzedających się zespołów wszech czasów, z wynikiem ponad 75 milionów sprzedanych płyt na całym świecie.

Logotyp zespołu

## Historia

### Powstanie i pierwsze kroki (1965–1973)
Gitarzysta rytmiczny Rudolf Schenker założył zespół w 1965 roku. Początkowo utwory grupy były inspirowane muzyką beatową, a Schenker był również wokalistą. Jeszcze przed wydaniem pierwszej płyty do zespołu dołączył wokalista Klaus Meine, z którym do dziś stanowią trzon grupy i młodszy brat Rudolfa, Michael.
Debiutancki album Lonesome Crow wydany w 1972 roku – w składzie: K. Meine (wokal), R. Schenker (gitara rytmiczna), M. Schenker (gitara prowadząca), W. Dziony (perkusja) i Lothar Heimberg (gitara basowa) wpisywał się w nurt rocka progresywnego i uważany jest za największe artystyczne dokonanie zespołu.
W czasie odbywania trasy koncertowej Lonesome Crow Tour, Scorpions zaczęli współpracować z brytyjskim zespołem rockowym UFO. W ostatnim etapie trasy, Michael Schenker, przystał na propozycję lidera UFO, Phila Mogga i przeszedł do brytyjskiej grupy.
Odejście Michaela, które pokryło się czasowo z powołaniem do wojska Rudolfa, doprowadziło do rozpadu zespołu, jednak w 1973 roku, gitarzysta i kompozytor Uli Jon Roth, który pomógł niemieckiej grupie dokończyć Lonesome Crow Tour, dostał od Rudolfa Schenkera ofertę przystania do Scorpions i reaktywowania grupy w nowym składzie. Roth nie przystał na to, ponieważ wolał pozostać w zespole Dawn Road, ale Schenker był bardzo zdeterminowany i ostatecznie on sam dołączył do zespołu Rotha, w którego skład wchodzili jeszcze Francis Buchholz (gitara basowa), Achim Kirschning (instrumenty klawiszowe) i Jürgen Rosenthal (perkusja). Po krótkim czasie, do grupy dołączył Klaus Meine. Mimo tego, że dawnych Scorpionsów było w zespole mniej, grupa Dawn Road zmieniła nazwę na Scorpions, ponieważ nazwa tej drugiej była już dobrze znana na niemieckiej scenie rockowej. Następny album zespołu był więc wydany pod nową nazwą.

### Wzrost popularności (1974–1978)
W roku 1974 reaktywowany zespół wydał swój drugi album – Fly to the Rainbow, który okazał się być o wiele większym sukcesem komercyjnym niż poprzedni, a piosenki takie jak „Speedy’s Coming” ustaliły brzmienie zespołu. Po nagraniu albumu zespół zdecydował się opuścić Achim Kirschning, a wkrótce po tym Jürgen Rosenthal został wcielony do armii (w 1976 roku dołączył do niemieckiego zespołu Eloy, grającego rock progresywny, z którym nagrał trzy płyty). W lipcu 1974 zastąpił go Jurgen Fechter, a w 1975 roku, nowym perkusistą Scorpions, został Belg, Rudy Lenners.

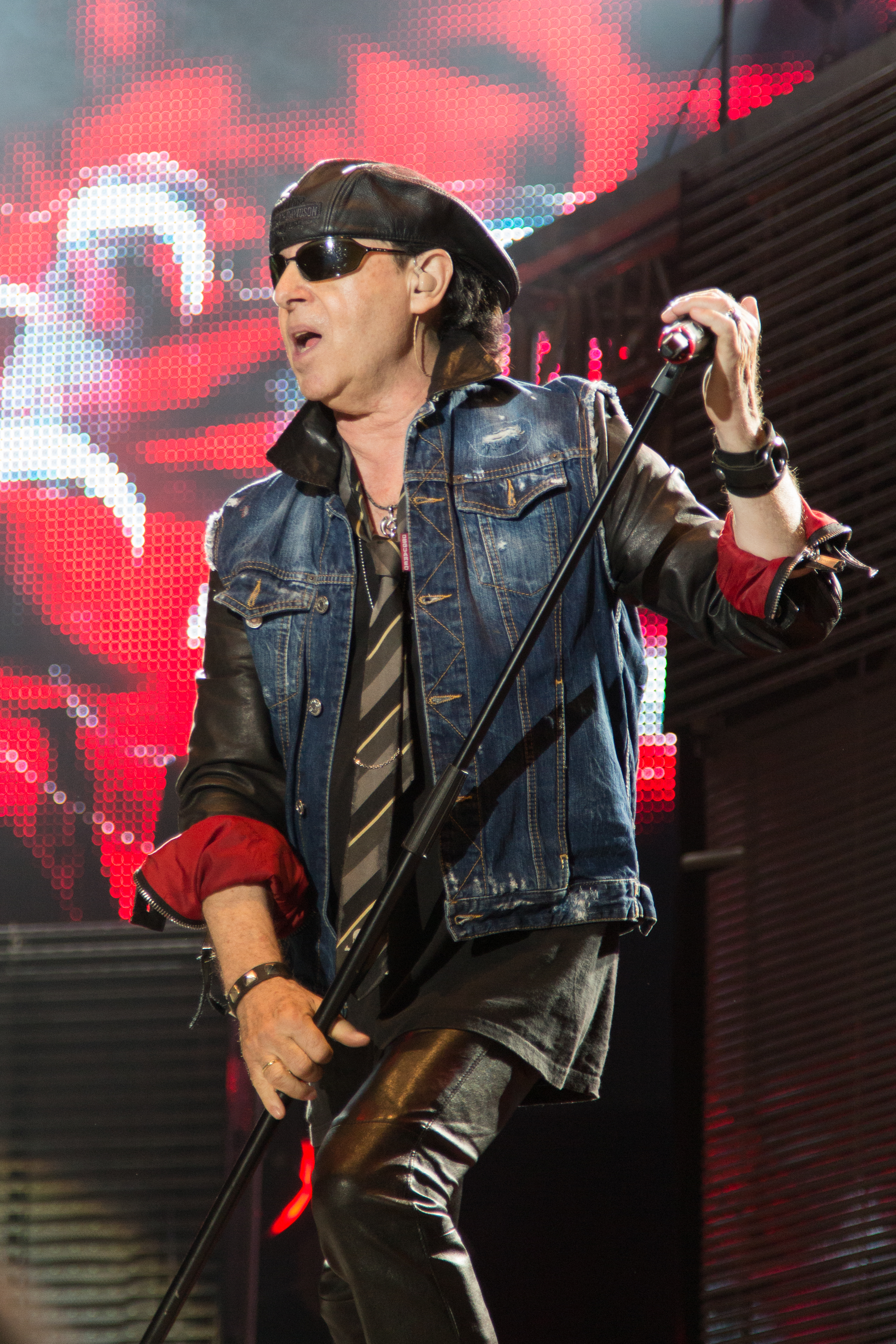
Klaus Meine – frontman, wokalista

Tego samego roku (1975) ukazał się kolejny album – In Trance, który stanowił ogromny krok do przodu i wprowadził do zespołu formułę heavymetalową. Utwory takie jak „In Trance”, „Dark Lady”, czy „Robot Man”, zjednały zespołowi rzesze fanów, zarówno w kraju, jak i za granicą. Album zapoczątkował również wieloletnią, owocną współpracę zespołu z producentem Dieterem Dierksem, pod którego okiem zespół stopniowo ewoluował tworząc utwory z gatunku klasycznego hard rocka i heavy metalu („Top of the Bill”, „Pictured Life”, „Catch Your Train”), sporadycznie próbował sił w repertuarze balladowym („In Your Park”), tworzył także utwory oceniane dziś jako zalążki power metalu („He’s a Woman, She’s a Man”). W międzyczasie nagrywane były także utwory psychodeliczne, czasami nawiązujące do dokonań Jimiego Hendriksa, głównie za sprawą upodobań kompozytora i gitarzysty Uliego Rotha („Hell-Cat”, „Polar Nights”, „Virgin Killer”).
W roku 1976 Scorpions wydali swój czwarty album – Virgin Killer. Okładka albumu przedstawiała nagą, nastoletnią dziewczynę za złamaną szybą, a zaprojektował ją Stefan Bohle, który był product managerem RCA Records – wydawcy płyty. Kontrowersyjna okładka przyczyniła się do wielkiego zainteresowania medialnego płytą, co bardzo korzystnie odbiło się na jej sprzedaży i rozpoznawalności zespołu, ale również do wielu krytycznych głosów i dyskusji na temat poprawności, co spowodowało, że w niektórych krajach okładka została zastąpiona inną, mniej prowokującą. Płyta pod względem muzycznym również okazała się sukcesem – została ciepło przyjęta zarówno przez fanów, jak i krytyków.
Następnego roku Rudy Lenners zrezygnował z członkostwa z powodów osobistych, a na jego miejsce przyszedł Herman Rarebell.
Gdy zespół przygotowywał swój następny album – Taken by Force, RCA Records, podjęła większe wysiłki w celu promowania albumu w sklepach oraz w radiu, dodając do niektórych pozycji wydawniczych wytwórni singiel „Steamrock Fever”, co sprawiło, że sprzedaż nowej płyty systematycznie rosła, ale za to popsuło relacje w zespole. Roth nie był zadowolony z powodu komercyjnego kursu, obranego przez wytwórnię, na dodatek dochodziły do tego przyczyny artystyczne – był zachwycony muzyką Jimiego Hendriksa, pragnął jak najbardziej ulec jej wpływom i wnieść tę myśl do zespołu. Rudolf Schenker i Klaus Meine mieli jednak inną wizję dalszego rozwoju, pragnęli podbić rynek amerykański, co wiązało się z tworzeniem muzyki dostosowanej do ówczesnej pop kultury, nie odbiegającej jednak od klasycznego hard rocka. Roth odszedł z zespołu, po odbyciu trasy koncertowej w Japonii, tworząc własny zespół Electric Sun, nie czekając na wydanie nagranego podczas japońskiego tournée, dwupłytowego albumu Tokyo Tapes. Płyta, która była pierwszym koncertowym albumem zespołu, została wydana w 1978 roku w Europie i USA, pół roku po jego japońskiej wersji i okazała się olbrzymim sukcesem – rozeszła się w nakładzie ponad miliona egzemplarzy, osiągając status złotej płyty.
W tym samym czasie grupa szukała nowego gitarzysty prowadzącego. Po przesłuchaniu około 140 gitarzystów, do Scorpions dołączył grający w zespole do dziś Matthias Jabs.

### Największa popularność (1979–1992)
Po zyskaniu nowego gitarzysty, Scorpions przerwali współpracę z RCA i związali się z wytwórniami Mercury Records i EMI, aby podbić Stany Zjednoczone. Grupa rozpoczęła pracę nad siódmym albumem – Lovedrive. Zaledwie kilka tygodni później, do zespołu powrócił Michael Schenker, wyrzucony z brytyjskiego UFO za nadużywanie alkoholu i eksperymenty z narkotykami, aby wziąć przez krótki czas udział w pracy nad nową płytą. Dało to zespołowi trzech gitarzystów (choć w ostatecznej wersji wkład młodszego z braci Schenker został ograniczony do jedynie trzech utworów). Lovedrive, płyta dość różnorodna stylistycznie (m.in. metalowe utwory, np. „Another Piece of Meat”, ballady, np. „Holiday” i „Always Somewhere” czy instrumentalny „Coast to Coast”) została wysoko oceniona przez krytyków i publiczność, a wyniki sprzedaży również były bardzo dobre. Album ten ugruntował „formułę Scorpions”, czyli charakterystyczne dla grupy połączenie twardych hardrockowych piosenek i melodyjnych ballad. Wyzywająca okładka płyty została wybrana na „Najlepszą okładką albumu z roku 1979” przez magazyn Playboy.

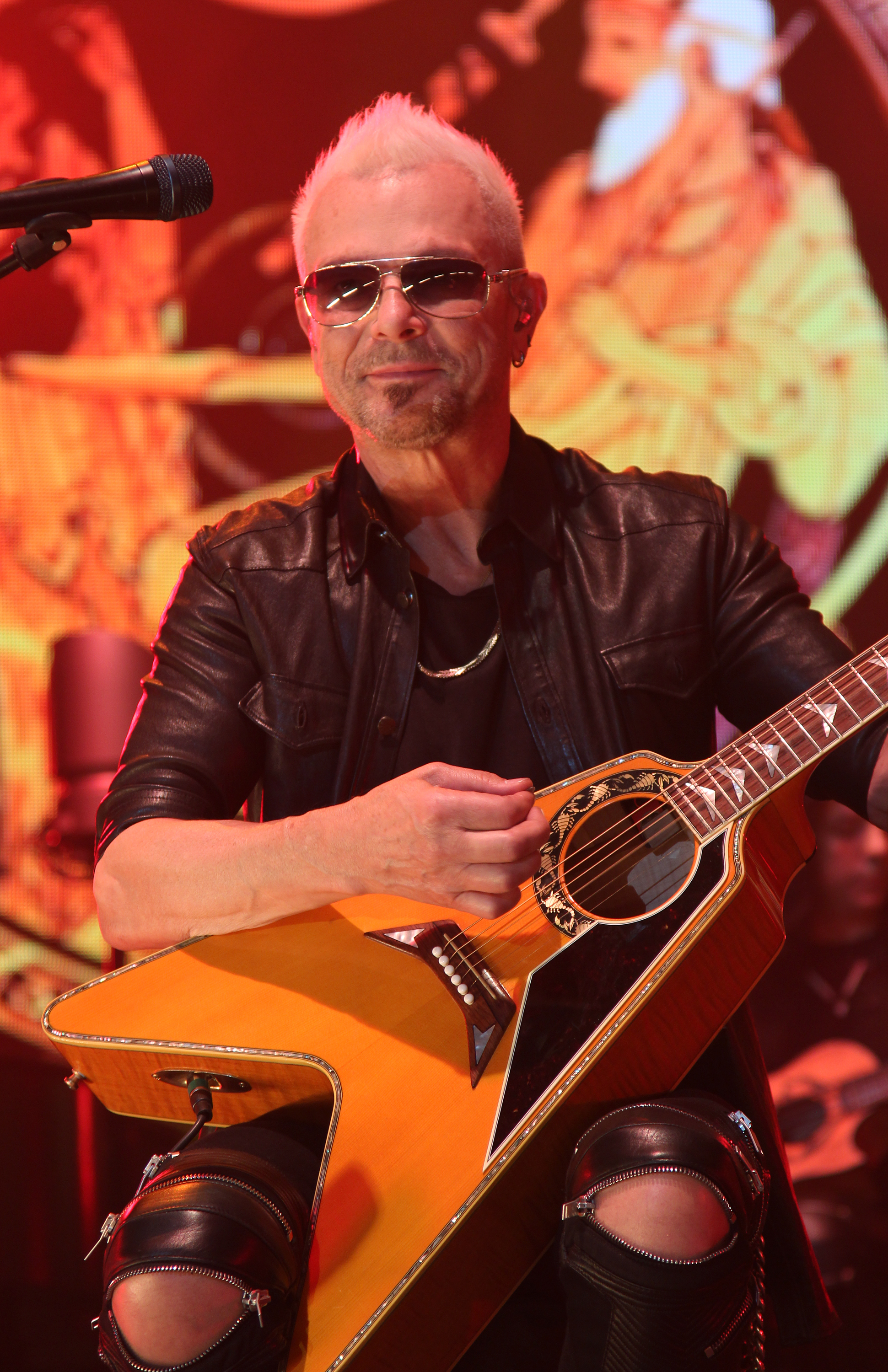
Rudolf Schenker – założyciel zespołu, gitarzysta

Po nagraniu i wydaniu płyty, członkowie zespołu zadecydowali, aby pozostawić Michaela w grupie, co spowodowało, że Jabs przeszedł do rezerwy. W czasie trwania trasy koncertowej promującej album, okazało się jednak, że młodszy z braci Schenkerów nadal ma problemy z alkoholem, aż w końcu, pijany, przewrócił się na scenie podczas występu. Matthias miał zastępować Michaela w razie, gdyby nie był w stanie występować, ale już w kwietniu 1979 roku, podczas trasy koncertowej po Francji, całkowicie zajął miejsce, kompletnie nie radzącego sobie ze swoim nałogiem Michaela Schenkera.
W 1980 roku ukazał się album Animal Magnetism, zawierający takie klasyki jak „Make It Real”, czy „The Zoo”. Album, oprócz dobrego brzmienia, swój sukces zawdzięczał po raz kolejny prowokacyjnej okładce, na której widniał siedzący doberman i dziewczyna klęcząca przed zwróconym tyłem mężczyzną.
Wkrótce po ukazaniu się albumu Meine zaczął mieć kłopoty ze swoim gardłem. Okazało się, że niezbędna będzie operacja strun głosowych i nie wiadomo było, czy będzie mógł po niej kiedykolwiek śpiewać.
W tym samym czasie zespół zaczął pracę nad albumem Blackout. Do zespołu został zaproszony amerykański wokalista heavymetalowy, Don Dokken, aby zapewnić grupie wokal, w czasie, gdy Klaus Meine dochodził do siebie po operacji. Stan jego gardła poprawił się niespodziewanie szybko i wokalista był w stanie dokończyć album. Blackout został wydany w marcu 1982 r. i szybko stał się najlepiej sprzedającym się do tej pory albumem zespołu, osiągając status platyny, ugruntowując tym samym międzynarodową popularność grupy. Wyleczony głos Maine nie okazał podczas nagrań najmniejszej słabości, a elektryzujący wokal połączony z twardym, hardrockowym brzmieniem, sprawił, że zarówno krytycy, jak i fani byli zachwyceni. Płyta zrodziła cztery single: „Blackout”, „No One Like You”, „Dynamite” i „When the Smoke Is Going Down”.

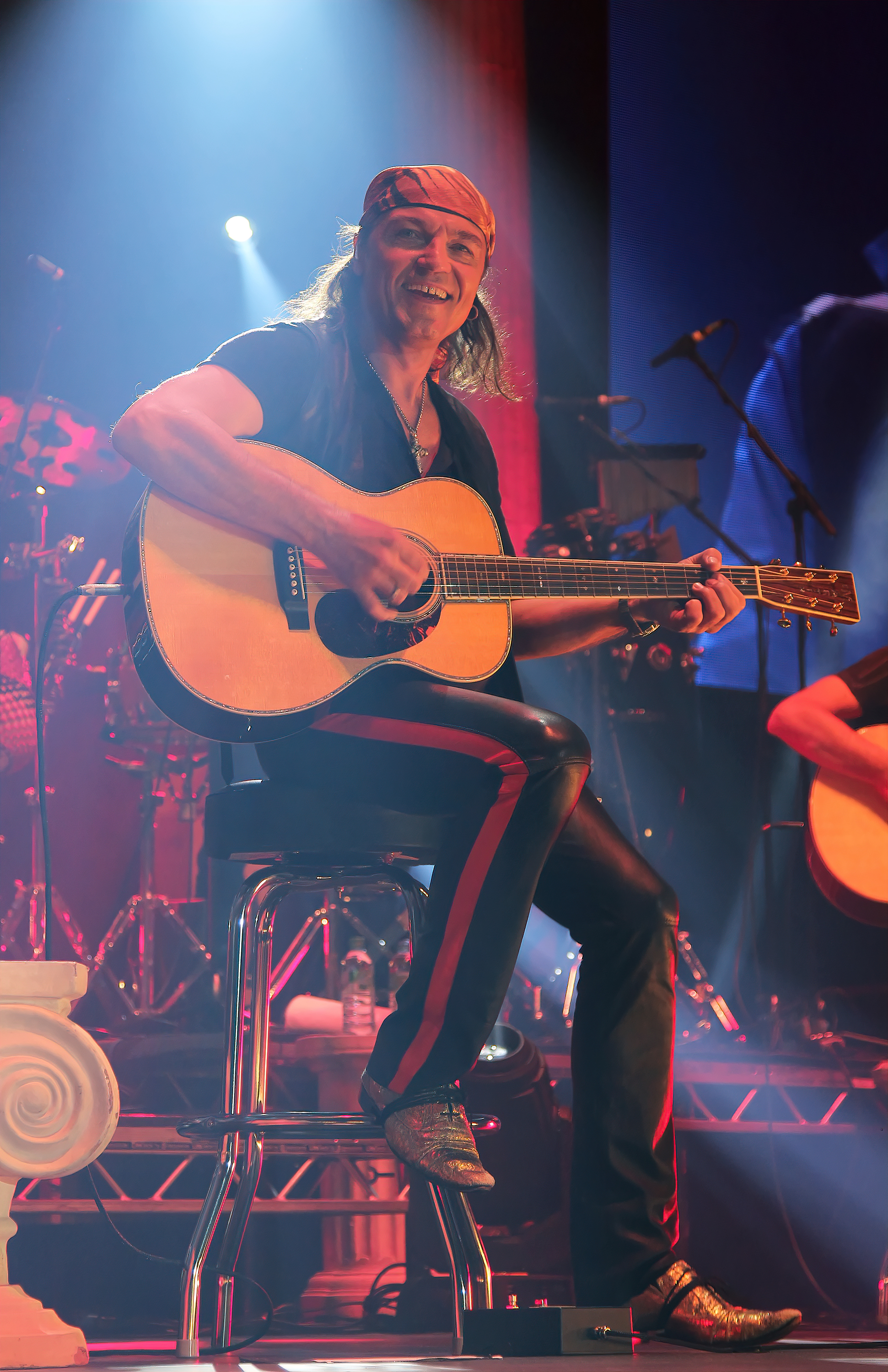
Matthias Jabs – gitarzysta prowadzący

W 1983, na fali popularności ostatniego albumu, Scorpions zagrali dla ponad 375 000 fanów, drugiego dnia trzydniowego US Festival w kalifornijskim San Bernardino podczas Memorial Day Weekend of 1983. Koncert grupy został wyemitowany na żywo w MTV, co dało zespołowi szeroką ekspozycję swojego show w Stanach Zjednoczonych.
W roku 1984 ukazał się dziesiąty, przełomowy album grupy – Love at First Sting, zawierający wiele pamiętnych, ponadczasowych utworów, który z marszu podbił słuchaczy, wdarł się na szczyty list przebojów i sprzedał się w ogromnej liczbie egzemplarzy, ostatecznie nadając zespołowi status supergwiazd. Płyta, napędzana przez singiel „Rock You Like a Hurricane”, osiągnęła w USA podwójną platynę w ciągu miesiąca od premiery.
MTV wyemitowało klipy do utworów „Rock You Like a Hurricane”, „Bad Boys Running Wild”, „Big City Nights” i power ballady „Still Loving You” i przeznaczyło na nie znaczny czas antenowy, co przyczyniło się znacząco do jeszcze szerszego spopularyzowania albumu. Kanał nadał również zespołowi tytuł „Ambasadorzy Rocka”, co zmartwiło znawców branży, widzących w tym zakulisowe wsparcie. Magazyn Rolling Stone dał zespołowi przydomek „Herosi Heavy Metalu”. Dla zespołu rozpoczął się okres udanych tras koncertowych i występów na wielkich festiwalach rockowych, m.in. Rock in Rio (1985) z Ozzym Osbourne’em, AC/DC i Iron Maiden oraz na Monsters of Rock m.in. wraz z Metallicą, Van Halen, Dokken i Kingdom Come.
Po roku intensywnego koncertowania po całym świecie, w 1985 roku zespół postanowili wydać drugi album koncertowy – World Wide Live, zawierający nagrania z występów, które grupa odbyła w ciągu poprzedniego roku. Jednocześnie ukazała się promująca album, pionierska w formie kaseta video pod tym samym tytułem – impresja z życia zespołu w czasie trasy koncertowej, zawierająca również fragmenty koncertów. Album okazał się kolejnym sukcesem, osiągając 14 pozycję na liście przebojów w Stanach Zjednoczonych i 18 w Wielkiej Brytanii.
Po czterech latach zespół powrócił do studia, aby nagrać kolejną płytę studyjną – Savage Amusement. Wydana w 1988 roku (cztery lata po poprzednim albumie studyjnym), płyta prezentowała bardziej dopracowany i dojrzały dźwięk, podobny do stylu Def Leppard. Album sprzedał się dobrze, ale był też uważany za coś rozczarowującego. Recenzenci uznali Savage Amusement za najgorszą płytę zespołu, a jednym z zarzutów było „słabe, plastikowe brzmienie”. Mimo krytyki, album zyskał dużą popularność w stacjach radiowych, a grupa nadal z powodzeniem koncertowała.
Podczas Savage Amusement Tour w 1988, zespół stał się drugą zachodnią formacją (nieamerykańską), która zagrała w Związku Radzieckim (Uriah Heep występowała w 1987), dając koncert w Leningradzie dla 200000 fanów rocka zza żelaznej kurtyny. Rok później, grupa wystąpiła na Moscow Music Peace Festival, wraz z innymi zachodnimi zespołami, takimi jak: Mötley Crüe, Cinderella, Bon Jovi, Ozzy Osbourne i Skid Row, a także rosyjskimi (między innymi Gorky Park). W rezultacie, Scorpions zdobyli w Rosji liczną grupę fanów i jeszcze niejednokrotnie tam powracali.
Chcąc zdystansować się od niepochlebnych ocen Savage Amusement, grupa podjęła decyzję o zakończeniu długoletniej współpracy z producentem Dieterem Dierksem, który był znany jako aktywny „szósty członek zespołu”. Jego miejsce zajął Keith Olsen.
W 1990 roku ukazał się album Crazy World, charakteryzujący się mniej wygładzonym, wręcz garażowym brzmieniem. Płyta stała się największym komercyjnym sukcesem w historii zespołu, zajmując wysokie pozycje na listach przebojów i osiągając gigantyczny nakład, głównie dzięki melodyjnej balladzie Wind of Change z tekstem odnoszącym się do przemian ustrojowych w Europie Środkowo-Wschodniej. Utwór stał się przebojem w wielu krajach, triumfując na większości list przebojów i jest jedną z najbardziej rozpoznawalnych melodii w całej historii muzyki. Przed „Wind of Change” pojawiały się w mediach bardziej rockowe utwory z tej płyty – „Tease Me Please Me” oraz „Don’t Believe Her”. Ponadto, dużą popularność zyskał również utwór „Send Me an Angel”, wydany też jako singel.
21 lipca 1990 zespół wziął udział w berlińskim koncercie The Wall Live in Berlin zorganizowanym przez Rogera Watersa z okazji upadku Muru Berlińskiego.
Dwa lata później zespół opuścił wieloletni basista grupy, Francis Buchholz. Jego odejście odbyło się w atmosferze skandalu, wcześniej bowiem wspomniany muzyk dopuścił się malwersacji finansowych i naraził zespół na problemy finansowe i prawne. Nowym basistą został Ralph Rieckermann.

### Późniejsze lata (1993–2010)
W 1993 roku ukazał się dwunasty album studyjny Scorpions – Face the Heat, którym muzycy chcieli się zdystansować od postrzegania ich twórczości poprzez pryzmat „Wind of Change”. M.in. dlatego pierwszym singlem z tej płyty był jeden z najcięższych utworów płyty – „Alien Nation”. Album oceniany jest jako zbyt nierówny. Płyta okazała się umiarkowanym sukcesem, nie powtórzyła sukcesu komercyjnego Crazy World – ani „Alien Nation”, ani ballada „Under the Same Sun”, nie zbliżyły się nawet do poziomu „Wind of Change”.
W roku 1995 wyprodukowany został trzeci album koncertowy grupy – Live Bites, zawierający nagrania z pożegnalnej trasy koncertowej z długoletnim perkusistą, Hermanem Rarebellem, który postanowił rozpocząć pracę w studio nagraniowym, jego miejsce zajął znany wcześniej m.in. z Kingdom Come Amerykanin James Kottak. Choć w porównaniu z poprzednim albumem koncertowym World Wide Live, Live Bites miało technologicznie czystszy dźwięk – sprzedaż była o wiele niższa.
Kolejne wydawnictwa studyjne Scorpions to eksperymenty, m.in. próba stworzenia melodyjnej płyty poprockowej (Pure Instinct – 1996), a także płyty z zastosowaniem dźwięków elektronicznych (Eye II Eye – 1999). Oba albumy nie osiągnęły sukcesu komercyjnego, nie znalazły uznania także u fanów zespołu i u recenzentów.
Dobre recenzje towarzyszyły ukazaniu się albumów, na których znalazły się głównie nowe wersje kompozycji z lat 80., wykonywanych z orkiestrą symfoniczną Berliner Philharmoniker – Moment of Glory (2000), oraz koncertowej płyty „unplugged”, czyli aranżacji utworów w stylistyce akustycznej (2001) – Acoustica. Oba wydawnictwa powstały dzięki pomocy Christiana Kolonovitsa – austriackiego kompozytora i dyrygenta.
Również album Unbreakable z nowymi utworami z 2004 roku mimo pewnych niedoskonałości uzyskał pozytywne recenzje. Utwory „New Generation”, „Blood Too Hot” czy „Through My Eyes” nawiązywały do charakterystycznego dla Scorpions stylu z okresu ich największej popularności.

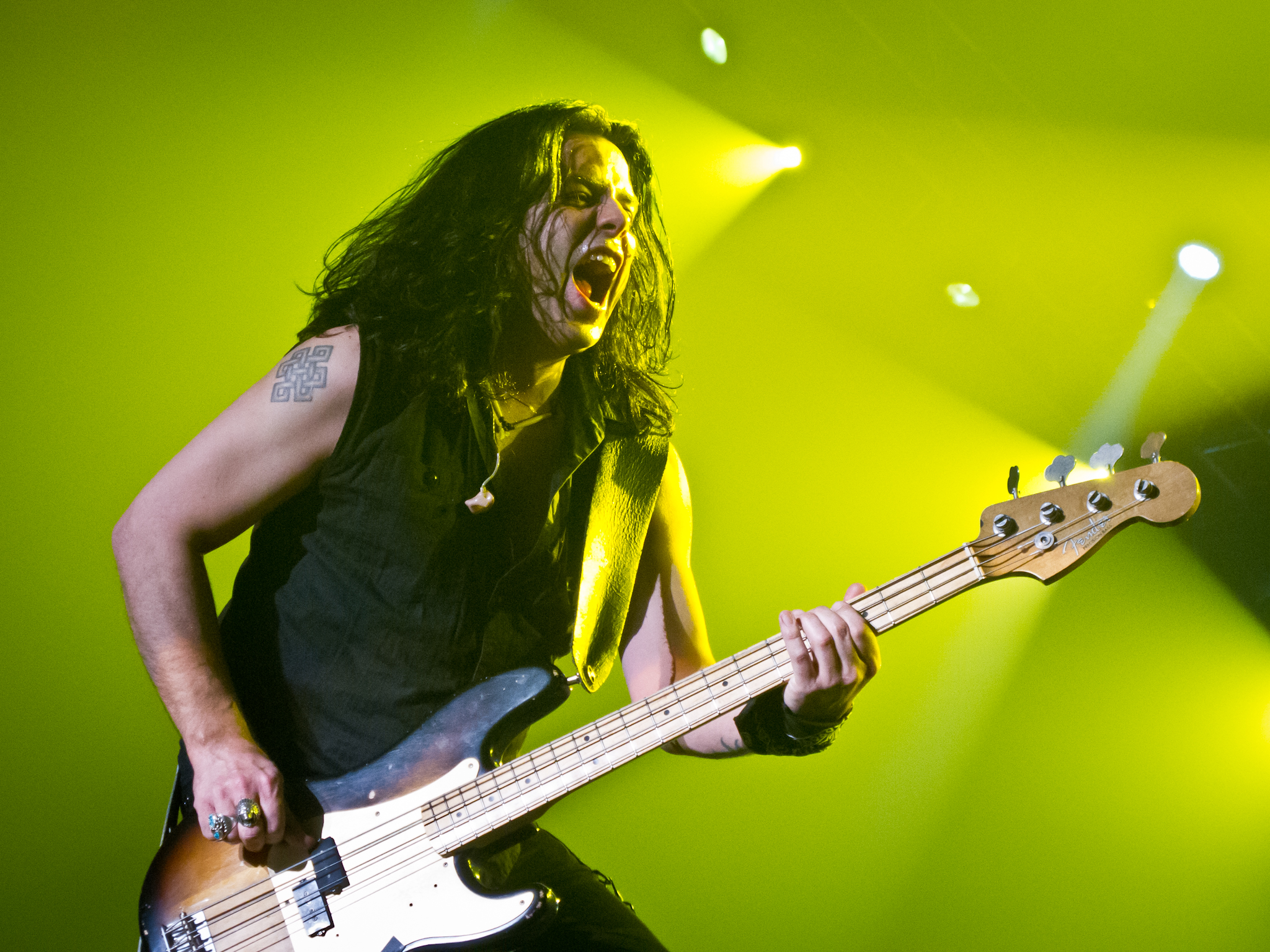
Paweł Mąciwoda – basista zespołu

W czasie nagrywania tej płyty do zespołu dołączył nowy basista – Paweł Mąciwoda (znany m.in. ze współpracy z zespołem Oddział Zamknięty), dotychczasowy postanowił zająć się nagrywaniem muzyki filmowej w USA.
W 2006 r. – wraz z gośćmi – byłymi członkami zespołu Scorpions – Ulim Rothem, Michaelem Schenkerem oraz Hermanem Rarebellem, grupa wystąpiła na festiwalu Wacken Open Air. Zapis koncertu ukazał się na DVD.
14 maja 2007 roku ukazał się album – Humanity – Hour 1. Jest to pierwszy album koncepcyjny w historii zespołu. Duży wpływ na styl muzyczny miał producent Desmond Child. Muzyka zawarta na tym albumie jest dość różnorodna stylistycznie. Znajdują się tu utwory nawiązujące do heavy metalu, hard rocka, pop-rocka, popu, a także do nu metalu.
17 maja 2008 roku zespół zagrał w Ostrowie Wielkopolskim na stadionie miejskim, jego koncert poprzedził koncert zespołu Oddział Zamknięty.
4 czerwca 2009 roku grupa dała w Gdańsku koncert w Stoczni Gdańskiej w ramach cyklu Przestrzeń Wolności.

### Czasy najnowsze (od 2010)
24 stycznia 2010 roku na swojej oficjalnej stronie internetowej zespół podziękował wszystkim fanom za wsparcie i ogłosił zakończenie kariery. Miało to nastąpić po kilkuletniej trasie koncertowej promującej płytę Sting in the Tail.
Album, zgodnie z zapowiedziami, był nawiązaniem do twórczości zespołu z lat 80., ale z nowym brzmieniem. Zauważają to recenzenci i słuchacze, większość z nich ocenia album bardzo wysoko. Gitarzysta Matthias Jabs wspomniał m.in. o możliwości występu Scorpionsów na otwarciu piłkarskich Mistrzostw Świata, które odbyły się w 2014 roku w Brazylii. W wywiadzie dla Arizona Republic powiedział:

To nie jest jeszcze potwierdzone, ale jest na to szansa. Nie pozwolimy na to, by się nam wyślizgnęła. Nikt nie mówił, że nigdy później nie wystąpimy na scenie, na jeden koncert gdzieś w świecie. Bo dlaczego nie? Jeśli ktoś desperacko będzie chciał nas zobaczyć – to ok, jesteśmy. Jest też możliwość, że znudzi nam się siedzenie w domu i wtedy zdzwonimy się i stwierdzimy „zagrajmy kilka koncertów”. Ale takie intensywne trasy koncertowe, jakie gramy od dekad, zdecydowanie zbliżają się do końca.

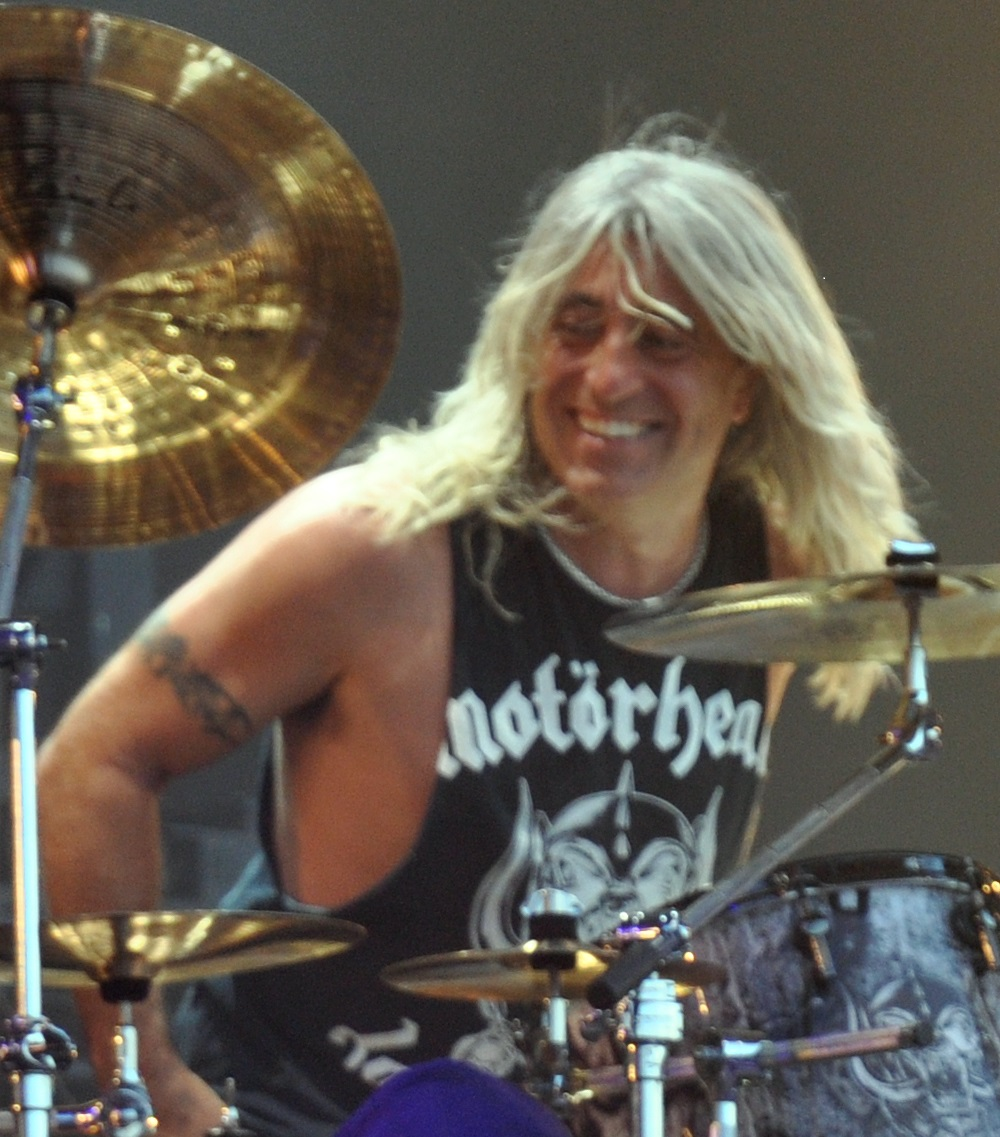
Mikkey Dee – perkusista

4 listopada 2011 nakładem wytwórni płytowej Sony Music ukazała się płyta Comeblack zawierająca nowe wersje dawnych utworów zespołu Scorpions oraz interpretacje z repertuaru innych wykonawców.
31 sierpnia 2012 roku grupa zagrała w zajezdni MPK przy ul. Grabiszyńskiej we Wrocławiu. Koncert odbył się z okazji 32. rocznicy dolnośląskiej „Solidarności”.
W dniach 11, 12 i 14 września 2013 roku zespół wystąpił w trzech koncertach z serii MTV Unplugged, które zorganizowano w odnowionym starożytnym Teatrze Lycabettus w stolicy Grecji – Atenach. Z koncertów powstał materiał audio i wideo pt. „Scorpions – MTV Unplugged”. Tego samego roku ukazała się dwupłytowa reedycja albumu Crazy World (Deluxe Edition) wzbogacona o dodatkowy bonusowy materiał zawierający m.in. przebój „Wind of Change” wykonany w kilku różnych wersjach językowych. Dodatkowa płyta DVD zawierała materiał z trasy Crazy World Tour z 1991 roku oraz cztery teledyski z singli.
Mimo wcześniejszych zapowiedzi zespół nie zawiesił działalności. Ostateczną decyzją nadal ma zamiar nagrywać i występować na żywo. 20 lutego 2015 roku ukazał się album studyjny Return to Forever (tłum. „Powrót na zawsze”). W tym samym roku, z okazji 50-lecia istnienia zespołu, została zorganizowana trasa koncertowa, wznowiono także albumy z poprawionym cyfrowo dźwiękiem: Taken by Force, Tokyo Tapes, Lovedrive, Animal Magnetism, Blackout, Love at First Sting, Savage Amusement oraz World Wide Live, które uzupełniono m.in. niepublikowanymi do tej pory utworami, nagraniami koncertowymi i pierwotnymi wersjami dotychczas opublikowanych utworów. Reedycje te pojawiły się zarówno w postaci płyt winylowych, jak i CD, a emisji towarzyszyły wydawnictwa DVD z wywiadami z obecnymi i byłymi członkami zespołu, teledyskami, koncertami i innymi niepublikowanymi wcześniej materiałami.
W 2016 roku, do zespołu dołączył perkusista Mikkey Dee (ex Motörhead, King Diamond, Thin Lizzy). 24 listopada 2017 wydana została kompilacja największych ballad zespołu – Born To Touch Your Feelings, wzbogacona o materiał premierowy. Na 2020 rok grupa zapowiedziała nowy album studyjny. Finalnie ukazał się on w 2022 i został zatytułowany Rock Believer.

## Skład

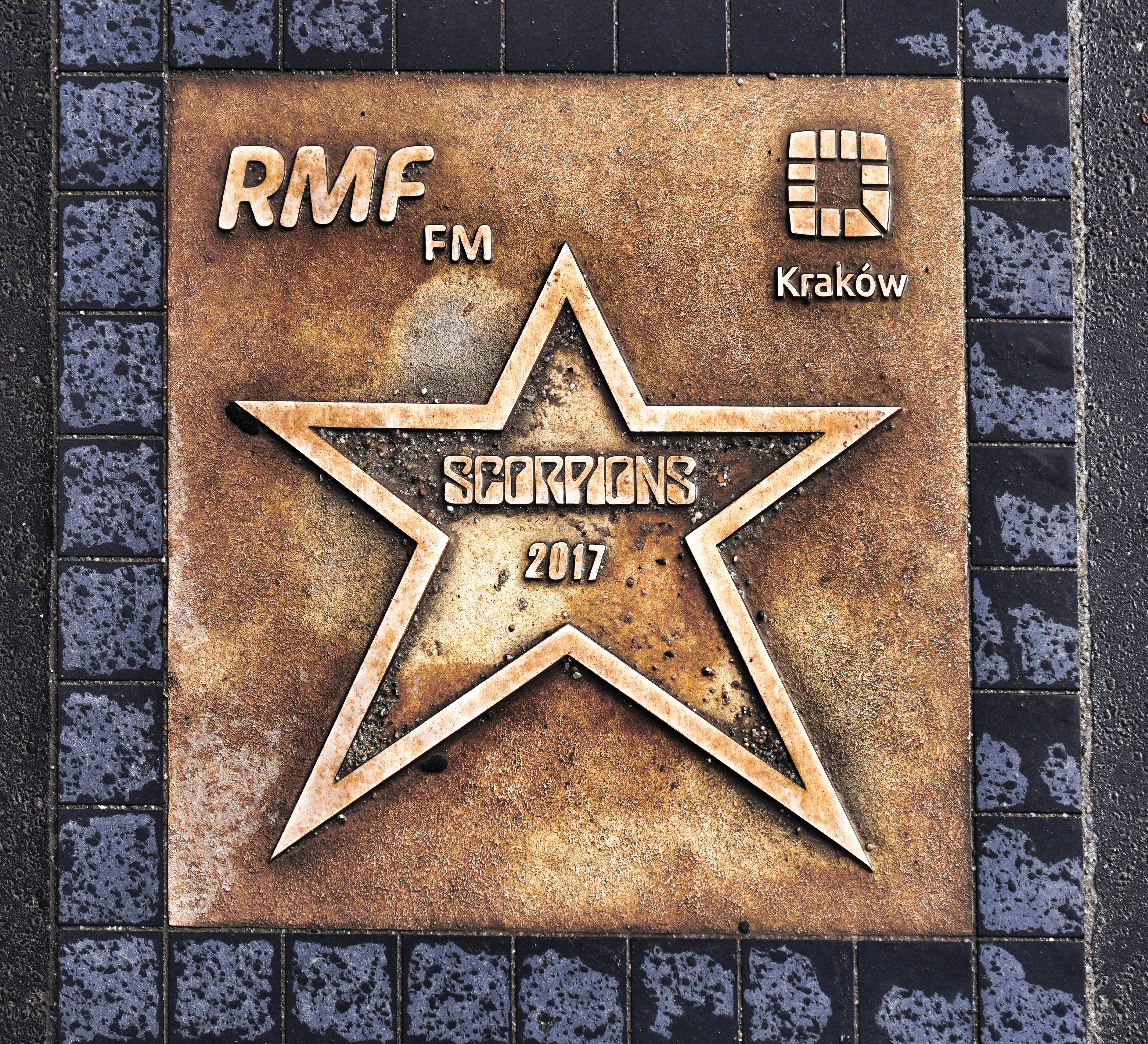
Gwiazda zespołu Scorpions na Alei Gwiazd w Krakowie

### Obecny skład
- Klaus Meine – wokal, gitara elektryczna (w utworach instrumentalnych) (od 1969)
- Rudolf Schenker – gitara rytmiczna, gitara prowadząca w utworach Still Loving You oraz Wind of Change (od 1965)
- Matthias Jabs – gitara prowadząca (od 1978)
- Paweł Mąciwoda – gitara basowa, okazjonalnie gitara elektryczna (w utworach instrumentalnych) (od 2003)
- Mikkey Dee – perkusja (od 2016)

### Byli członkowie zespołu
- Wolfgang Dziony – perkusja (1965–1972)
- Lothar Heimberg – gitara basowa (1968–1972)
- Michael Schenker – gitara prowadząca (1971–1973, 1978)
- Joe Wyman – perkusja (1972)
- Jürgen Rosenthal – perkusja (1973–1975)
- Uli Jon Roth – gitara prowadząca (1973–1978)
- Francis Buchholz – gitara basowa (1973–1992)
- Rudy Lenners – perkusja (1975–1977)
- Herman Rarebell – perkusja (1977–1995)
- Ralph Rieckermann – gitara basowa (1992–2003)
- James Kottak – perkusja, gitara rytmiczna (w utworach instrumentalnych) (1996–2016)

## Dyskografia

### Albumy studyjne
- 1972 Lonesome Crow
- 1974 Fly to the Rainbow
- 1975 In Trance
- 1976 Virgin Killer
- 1977 Taken by Force
- 1979 Lovedrive
- 1980 Animal Magnetism
- 1982 Blackout
- 1984 Love at First Sting
- 1988 Savage Amusement
- 1990 Crazy World
- 1993 Face the Heat
- 1996 Pure Instinct
- 1999 Eye II Eye
- 2000 Moment of Glory (z orkiestrą symfoniczną)
- 2004 Unbreakable
- 2007 Humanity – Hour 1
- 2010 Sting in the Tail
- 2011 Comeblack
- 2015 Return to Forever
- 2022 Rock Believer

### Albumy koncertowe
- 1978 Tokyo Tapes
- 1985 World Wide Live
- 1995 Live Bites
- 2001 Acoustica
- 2013 MTV Unplugged

## Wideografia

### VHS
- 1985 First Sting
- 1985 World Wide Live
- 1988 To Russia with Love
- 1989 Moscow Music Peace Festival
- 1991 Crazy World Tour Live

### DVD
- 2000 Moment of Glory
- 2001 Acoustica
- 2002 A Savage Crazy World
- 2005 Unbreakable World Tour 2004: One Night in Vienna
- 2007 Live at Wacken Open Air 2006: A Night to Remember
- 2009 Amazonia. Live in the Jungle
- 2013 MTV Unplugged

### Blu-ray
- 2011 Get Your Sting And Blackout Live in 3D

### Inne albumy związane ze Scorpions
- 1983 Love at First Sting (Studio Soundboard Live Rehearsal) – nagrania demo pierwotnych wersji utworów wydanych na płycie Love at First Sting z sekcją rytmiczną w składzie Jimmy Bain – Bobby Rondinelli.
- 2000 A Tribute To The Scorpions – covery utworów Scorpions, różni wykonawcy
- 2009 Taken B-Side – nieoficjalne wydawnictwo zawierające większość utworów nagranych przez Scorpions, ale nie publikowanych na płytach z oficjalnej dyskografii

## Inne utwory zespołu
Wybrane utwory z singli oraz te, które ukazały się jako bonusy na płytach długogrających:
- „Hey You” (singel, bonus na płycie Animal Magnetism, wyd. specjalne z okazji 50-lecia zespołu)
- „Cause I Love You” (demo, bonus na płycie Lovedrive, wyd. specjalne z okazji 50-lecia zespołu)
- „Destin” (bonus na płycie Face the heat)
- „Daddy’s Girl” (bonus na płycie Face the heat)
- „White Dove” (cover z repertuaru grupy Omega, bonus na płycie Live Bites)
- „Rubber Fucker”
- „Too Far”
- „Dreamers”
- „Cold”
- „Thunder and Lightning”

Utwory z singli, nie wydane na żadnej dużej płycie:
- „Partners in Crime”
- „Miracle”
- „When love kills love”

Utwory ze składanek:
- „Cause I Love You”
- „Can’t Explain” – cover z repertuaru The Who
- „Edge of Time”
- „Living for Tomorrow”
- „Back to You”
- „Bad For Good”
- „Over the Top”
- „Love is Blind”
- „Start Me Up” – angielskojęzyczna wersja „Du Bist so Schmutzig”

Utwory niewydane:
- „New Horizons” – istnieje tylko amatorskie nagranie z koncertu
- „My Generation” – cover z repertuaru The Who, wykonanie koncertowe wspólnie z Faith No More

## Coveryutworów zespołu
czyli utwory napisane przez Scorpions i nagrane również przez innych wykonawców
- „The Zoo” – Bruce Dickinson, Roy Z, Arch Enemy
- „The Sails of Charon” – Testament
- „Animal Magnetism” – Testament
- „He’s a Woman, She’s a Man” – Helloween
- „Still Loving You” – Sonata Arctica
- „Coming Home” – Tankard
- „Blackout” – Stratovarius
- „Blackout” – Six Feet Under
- „Rock You Like a Hurricane” – Sinergy
- „Crying Days” (błędnie przedstawiane jako „Polar Nights”) – Therion
- „Fly to the Rainbow” – Therion
- „In Trance” – Fates Warning
- „Rock You Like a Hurricane” – Green Day
- „Blackout” – Rob Halford
- „Top of the Bill” – Steel Prophet
- „When the Smoke is Going Down” – System of a Down – 57-sekundowy fragment
- „Another Piece of Meat” – Metalium
- „Don’t Stop at the Top” – Children of Bodom
- „The Sails of Charon” – Yngwie Malmsteen
- „Still Loving You” – Omega

## Zespół Scorpions w kulturze popularnej
W 2025 roku ogłoszono, że powstaje film Wind of Change inspirowany historią muzyków z grupy Scorpions. W obsadzie znaleźli się: Alexander Dreymon (jako Rudolf Schenker), Ludwig Trepte (jako Klaus Meine), Ed Speleers (jako Matthias Jabs) oraz Brandon Field (jako Herman Rarebell).